# Hale County (Alabama)
Hale County is een county in de Amerikaanse staat Alabama.
De county heeft een landoppervlakte van 1.667 km² en telt 17.185 inwoners (volkstelling 2000). De hoofdplaats is Greensboro.

## Bevolkingsontwikkeling

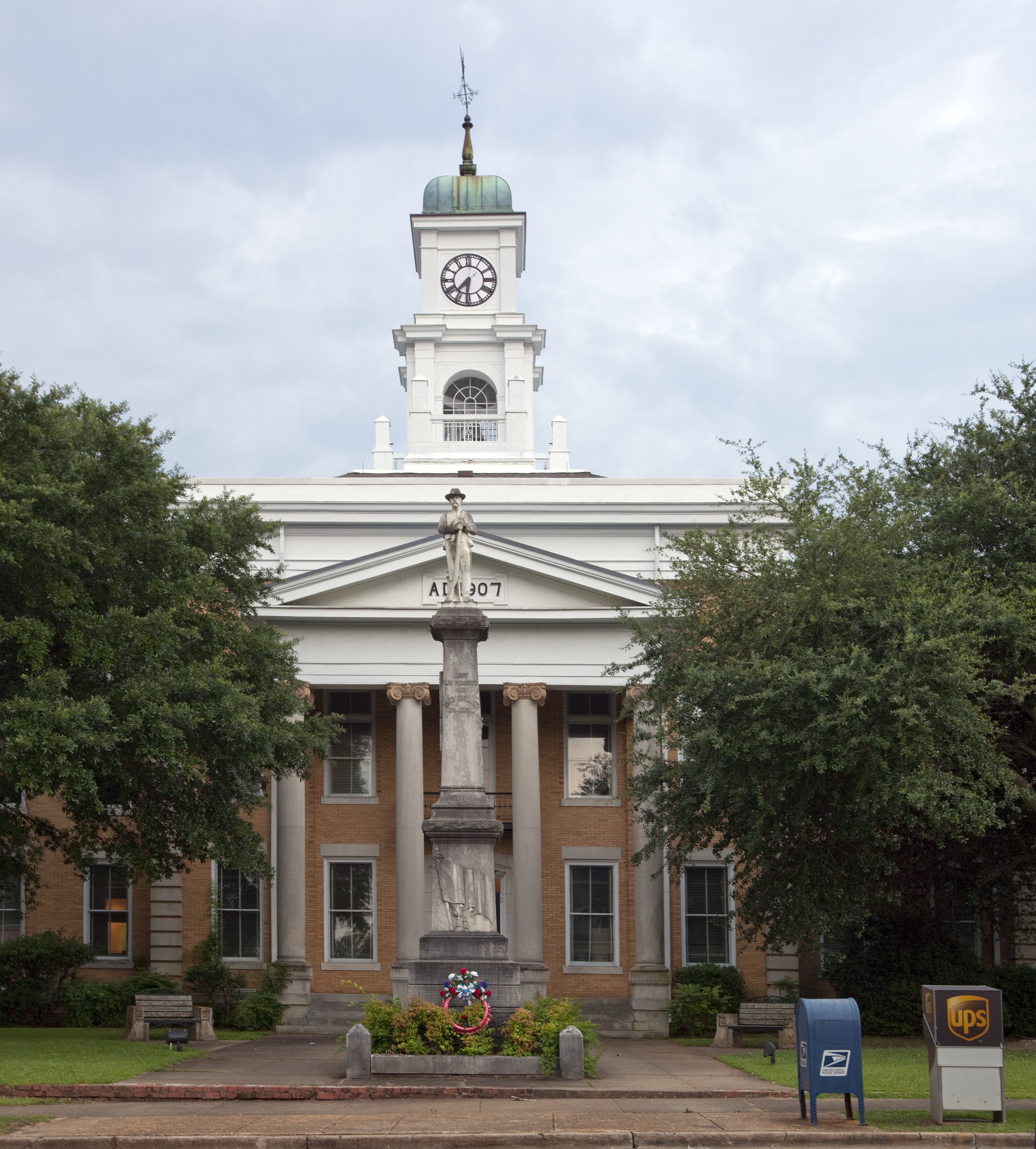
Hale County Courthouse